# デカスロン (漫画)
『デカスロン』は、山田芳裕の漫画作品。1992年から1999年まで週刊ヤングサンデー（小学館）に連載されていた。単行本全23巻、文庫版全13巻。天性の運動神経を持つ風見万吉が素人同然の状態から十種競技に挑み、徐々に活躍の場を世界へと広げていく物語。タイトルのデカスロン (decathlon) は、十種競技の意味である。

## あらすじ
実家の牛乳屋を手伝う風見万吉は、初めての日本選手権で、十種競技に出場するために故郷の新潟県から軽トラックを走らせて国立競技場へとたどり着く。初戦の100メートル走を皮切りに無名の万吉は次々と快記録を叩き出し、会場はどよめく。経験不足からいくつかの競技で無残な記録に終わりながらも、万吉は並み居る実力者を抑えて日本新記録を打ち立てて優勝してしまう。世界選手権出場への実績を得るために出場したヨーロピアンカップを制し、さらに十種それぞれの競技の日本記録保持者と戦う「デカ・バトルロイヤル」を経て、万吉は世界選手権で王者ダン・オブライエンと対決する。

## 主な登場人物
風見 万吉（かざみ まんきち）
主人公。元高校球児で、新潟県で実家の牛乳屋を手伝う青年。ピッチャーだったがノーコン故に野球に挫折していたところを体育教師の村山先生に素質を見込まれ、十種競技を始める。世間知らずで天然ボケの性格のため、筋肉痛や遅刻などさまざまなトラブルに遭遇する。しかし周囲のサポートと天性の運動神経に助けられ、十種競技の頂点へと向かう。
元ピッチャーとしての地肩の強さと高身長を活かした投擲種目が得意。他種目もハマれば900点以上をマークすることもあるが、経験不足故にムラがあり取りこぼしも多い。最終種目の1500メートルも得意（村山先生いわく、10種目で一番）で十種競技選手としては驚異的な記録を誇るが、作品中盤以降は9種目までに体力を使い果たしてしまい、真の実力を発揮できずに他選手と競り合いのレースになってしまう。師匠の村山先生が棒高跳を教えられないため、物語の序盤では棒高跳を苦手としていたが、終盤では筋力増強による体重増加もあり、それ以外の跳躍種目にも苦しむ。
天然で悩みを表に出さず、自他ともに能天気を認める性格だったが、最終シリーズで彼なりに選手としての目標や世界的アスリートとしての責任に苦悩していた事が吐露される。
走高跳でベリーロール、中盤以降は円盤投で3回転半ターンの投法（実際にはあり得ない投法）を使う。
惚れっぽい性格でいつも異性に想いを一方的に抱く性格。
沢村 由紀夫（さわむら ゆきお）
日本十種競技の第一人者。万吉から恩師の苗字を村山と聞き、伝説の選手「村章」に師事していると勘違いする。後に自身も選手を続けながら、世界選手権を目指す万吉のコーチとなる。
冗談が通じない面もあるが、生真面目な性格で他の日本人十種競技選手からの信頼も厚い。それ故に試合中に相手を抑えて勝ちたい気持ちと相手の力を最大限引き出してやりたい気持ちとの間で苦慮するシーンがある。
冷静沈着でミスもほとんどせず、苦手種目も少ないために取りこぼしがほとんどない。特に投擲種目を得意とするが、跳躍種目では得意種目を持つ多々良や「ハマった」際の万吉に比べるとやや劣る。モデルは連載当時の日本記録保持者・金子宗弘。
多々良 洋介（たたら ようすけ）
物語開始時点で沢村の日本記録に迫る若手十種競技選手。自称「デカ・フォックス」。競技ごとに自分のキャッチフレーズを付けるなど、ナルシスト的な面がある。自分の苗字を「おおおおよし」と読み間違える天然ボケの万吉に対してことあるごとに突っかかる。同じく自信家でビッグマウスの嵐とは日本選手権の控え所で乱闘寸前になるなど険悪な関係だったが、その後の棒高跳の一件などを通じ、引退後は温かい目で見守っている。
跳躍種目（特に走高跳と棒高跳）を得意とするが、投擲種目が苦手。走高跳には特に強いこだわりを持つ。
作品中盤で村山先生と結婚、競技から引退し、家業を継いで実業家に転身する。引退後はライバルだった万吉の世界挑戦を陰でサポートする。
原 信一（はら しんいち）
ベテランの陸上競技選手で大学講師。出場選手の中で最初に万吉の素質を直感し、自分の大学でトレーニングできるよう計らい、自身の研究も兼ねて万吉にコーチングを施す。豪快な体育会系の兄貴肌だが、指導者としては理詰めの理論派。モデルとなった実在の同姓同名の人物は、都内の大学の教員をしている。
円盤投専門から十種競技に転向したため投擲種目全般を得意としている。砲丸投では日本人では珍しい回転投げを使う（後に万吉も真似する）。
嵐 寛（あらし ひろし）
通称アラカン。サッカー選手だったが、Jリーグ入りを蹴って未経験の十種競技に取り組む。サッカーから転向する際に記者会見を開き、そこでダン・オブライエンが今の僕のアイドルと発言。初の大会となる日本選手権で万吉に負けるまでは日本の選手を見下したような言動をとっていた。
万吉と同じく他種目で養った高い身体能力を活かした万能型だが、円盤投げを除く投擲種目（砲丸投、やり投）は苦手とする。練習では棒高跳を苦手としていたが日本選手権において多々良のアドバイスで克服。
投擲時の掛け声など万吉と対の存在とも言える描写が多く、口喧嘩の際もお互いを「犬」「サル」と罵りあっているが、互いの実力は認め合っている（多々良についてもほぼ同様の関係である）。
走高跳で正面跳び（背面跳びも使う）、円盤投で専門選手と同じ１回転半ターンの投法を使う。
村山先生
万吉の素質を最初に見出した女性体育教師。万吉が通っていた高校の教師ではなく、越光高校の教員。七種競技の経験しかなく、円盤投と棒高跳を万吉に教えることができなかったために、万吉は物語序盤でこの2種目に苦しむ。巨乳。ジャッキー・ジョイナー・カーシーを尊敬し、彼女と同じセパレートタイプのユニフォームをよく着る。後に多々良と結婚する。
彼女を主人公とした読み切り漫画「ヘプタスロン」では新潟大学に在籍している。
クリスチャン・シェンク
ドイツの十種競技選手。ソウルオリンピックで金メダルを獲得した実在の選手をモデルにしている。万吉と同じく走高跳でベリーロールを用い、またベリーロールに並々ならぬこだわりを持つ。
気分屋かつ女好きで試合中も売り子の尻を触ったりと軽い一面も見せる半面、その洗練された試合運びや言動などで、同じドイツ人十種競技選手であるマイヤーをはじめドイツの陸上ファンのカリスマ的存在となっている。そんな自分の心に火を付け、自分を負かした万吉のことをマンチキと呼んで気に入り、「デカ・バトルロイヤル」では日本のテレビ番組撮影を通じて日本記録保持者に代わって万吉を鍛える。
クリストファー・メイフィールド
イギリスの十種競技選手。日本語を理解し、ヨーロッパカップに単身挑む万吉を支える。身体能力は優れているが精神面が弱く、能天気で恐れることを知らない万吉に憧れている。一方で学業優秀で日本文学に明るく、バーで日本文学について言い争いをしていた学生の仲裁に入ったときに「クリスがそう言うなら」とあっさり収めてしまうほど。苦手なことに対しては前述のような精神面の弱さが出るが、得意なことに対しては自信を持って行動するので実力をさらに十二分に発揮する性格である。
初登場時は細身で、110メートルハードルを得意とする一方で投擲種目を苦手としていたが、終盤では過酷なトレーニングで筋骨隆々の肉体となり、逆に砲丸投に強い自信を持つまでに成長する。1日目の種目より2日目の種目で追い上げる万吉とは逆のタイプ。
ダン・オブライエン
アメリカの十種競技選手。連載当時の十種競技世界記録保持者で、世界選手権で三連覇を達成した実在の選手をモデルにしている。万吉たちの最終目標。極めて紳士的な性格だが、それゆえに科学的なトレーニングは優れていても、プリミティブなトレーニングについては上と見た万吉陣営を打ち砕くほどの野獣のような面を持ち、また試合運びにおいてズーカーのような暴力的な人格・万吉のような能天気な人格・シェンクのような女好きな人格を自在に憑依させる能力を持つ、精神・肉体ともに世界最強のデカスリート。本人もそのことを強く自覚しているが、それ故頂点に立ち続ける強いプレッシャーと陰で悪戦苦闘している。
最終回でアメリカ大統領選挙に立候補することを決意。山田の別作品である『度胸星』では大統領役で登場する。
アレキサンドル・ズーカー
チェコの十種競技選手。走り高跳びと棒高跳を苦手とする投擲型の選手である。しかしヨーロッパカップでは、100m走は10秒台、走り幅跳びは7m台、400m走に至っては45秒台をマークするなど投擲だけの選手でない事を証明した。筋肉質で投擲体型で俊足でもあるが、跳躍系が苦手。シェンクに言わせればメンタル面にも問題があり、重要な局面でのミスや勝つためには手段を選ばない行動をすることもある選手である。
後述のナフードの妻の師にあたる。
ポール・マイヤー
ドイツの十種競技選手。実在選手がモデル。スマートな競技スタイルのシェンクに心酔しており、自身もよくシェンクに行動をたしなめられているが、ここぞという際には自分本来の泥臭い競技スタイルを前面に出す。
デイリー・トンプソン
十種競技元世界記録保持者（連載当時は前世界記録保持者）。モスクワ、ロサンゼルスと五輪二連覇を達成した実在の選手をモデルにしている。現役を退いている元選手という立場で、後輩デカスリートを見守っている陽気なオヤジ。作中では競技解説者として登場する一方、同じイギリスの現役選手であるクリスに目をかけ、コーチとして彼の大幅な成長を促す。
ナフード・エル・アブドゥル
サウジアラビアの十種競技選手。野生生物と戦う生活をしているため「ワンショットワンキル」という戦法をモットーとする。妻はズーカーの教え子だったが事故で死亡。自身は中距離選手だったがその妻の影響で十種競技に転向する。元々の走力を活かしたトラック種目と「ワンショットワンキル」戦法のフィールド種目で序盤から高得点をマークするタイプだが、その来歴と練習環境故に、棒高跳と円盤投が苦手というかつての万吉と同じ弱点を持つ。
セルゲイ・ブブカ
ウクライナの棒高跳選手。実在選手がモデル。オリンピック・世界選手権など数々のタイトルを獲得し、驚異的な世界記録も保持している「鳥人」。ある身体不調に関係者共々悩まされており、アテネ世界陸上で偶然万吉がこれを解決するきっかけを与えたお礼に、自分が使用するポールを万吉に贈る。
桐山アキコ
日本テレビのアナウンサー。万吉に初対面で抱きつかれて嫌っていたが、彼の必死な姿に惹かれていく。世界選手権の終了後にサウジアラビアへ渡って万吉と重婚し、ナフードたちの部族で族長となった万吉の妻として暮らしていたが、最終回ではプロゴルファーへと転身した万吉のサポート役として、世界を廻ることとなった。
カトリーヌ
アテネのキオスクに勤める女性。世界選手権に向けての現地でのトレーニングの合間、万吉が通っていた際に懇意になり、桐山と同様に大会終了後はサウジアラビアへ渡り、桐山と同じく万吉との重婚を果たす。万吉のプロゴルファーへの転身後は現地に残り、部族としての生活に専念している。

## その他
- 連載時に日本陸上競技選手権大会のポスターにキャラクターが用いられた。
- 主人公の万吉はセガの十種競技ゲーム『デカスリート』のセガサターン版に隠しキャラとして登場する。